# 硫氰酸铯
硫氰酸铯是一种无机化合物，化学式为CsSCN。

## 制备及性质
它可由氢氧化铯和硫氰酸铵的反应制备，或由硫氰酸和碳酸铯反应制得。它在210 °C熔化，在空气中加热至500~620 °C按下式分解：
2 CsSCN + 5 O2 → Cs2SO4 + SO2 + 2 CO2 + N2
它和四氢噻吩氯化亚金在乙腈中反应，得到Cs[Au(SCN)2]。它和草酸铯与硒酸铀酰反应，得到单斜晶系的Cs[UO2(C2O4)(NCS)]·1⁄2H2O晶体。